# 横山陸人
横山 陸人（よこやま りくと、2001年8月5日 - ）は、東京都江戸川区出身のプロ野球選手（投手）。右投右打。千葉ロッテマリーンズ所属。

## 経歴

### プロ入り前
江戸川区立南篠崎小学校3年生のときに南篠崎ランチャーズでキャッチャーとして野球を始め、江戸川区立上一色中学校では軟式野球部に所属し、投手としてプレー。3年夏の全国大会では決勝まで勝ち上がるも、かほく市立宇ノ気中学校との決勝戦では奥川恭伸との投げ合いに敗れた。
専大松戸高校に入学すると、1年時からベンチ入り。1年冬から2年春までの間は監督からアンダースロー転向を命じられ、その後本来のサイドスローに戻すと、最高球速が6km/hアップ。2年秋からチームのエースとなり、3年時には最速148km/hを計測し、3年春の県大会では準優勝。関東大会では健大高崎との初戦で8回3安打無失点と好投した。3年夏は県大会4回戦で八千代松陰の長岡秀樹に先頭打者本塁打を打たれるなど、7回途中5失点で降板し、チームも敗れた。甲子園出場経験は無し。中学・高校の2年後輩に深沢鳳介がいる。
2019年10月17日に行われたドラフト会議にて、千葉ロッテマリーンズから4位指名を受けた。11月7日に契約金4000万円・年俸560万円（いずれも金額は推定）で契約に合意し、12月9日には新入団会見発表会が行われた。背番号は60。

### ロッテ時代
2020年は新型コロナウイルスの影響で一軍・二軍ともに開幕が6月に延期となった。6月の練習試合で実戦初登板を果たすと、7月10日の北海道日本ハムファイターズとの二軍戦で公式戦デビュー。その後も二軍で実戦登板を重ね、ルーキーイヤーの一軍登板は無かったものの、二軍では11試合に登板して防御率6.00という成績を残した。
2021年は4月9日に出場選手登録となるも、登板機会が無いまま、同12日に登録抹消。5月22日に再登録されると、同26日の阪神タイガース戦でプロ初登板を果たし、1イニングを1安打無失点に抑えた。その後も一軍に帯同していたが、発熱により7月5日に特例2021で出場選手登録を抹消され、復帰後の一軍登板は1試合のみであった。この年は一軍で10試合に登板して防御率4.66という成績を残し、オフに140万円増となる推定年俸700万円で契約を更改した。
2022年は5月10日に出場選手登録となり、同日の東北楽天ゴールデンイーグルス戦でシーズン初登板も2/3回で2失点を喫し、この1試合のみで5月14日に出場選手登録を抹消された。その後は二軍でも好不調の波が激しい投球が続き、7月15日には新型コロナウイルスに感染。この年の一軍登板は前述の1試合のみにとどまり、二軍でも35試合の登板で防御率4.05という成績であった。オフに30万円減となる推定年俸670万円で契約を更改した。
2023年は4月9日に出場選手登録となるも、シーズン初登板から2試合連続で失点を喫し、同16日に出場選手登録を抹消された。二軍では13試合連続無失点と結果を残し、6月4日に再登録されると、同日の阪神戦から6月30日の楽天戦にかけて9試合連続無失点を記録。7月6日の埼玉西武ライオンズ戦では同点の9回表に登板し、2奪三振を含む三者凡退に抑えてプロ初ホールドを記録した。さらにチームが全て1点差勝利での4連勝で迎えた、同9日の日本ハム戦では守護神・益田直也の連投を避けるチーム事情もあり、1点リードの9回裏に登板すると、三者凡退に抑えてプロ初セーブを挙げた。7月23日の福岡ソフトバンクホークス戦ではプロ初勝利も挙げ、その後もブルペンの一角を担っていたが、9月20日のオリックス・バファローズ戦では2点リードの7回裏から登板し、二死を奪ってから3安打2四死球2暴投の乱調で5失点。続く同24日のソフトバンク戦は先発予定の佐々木朗希が発熱で登板回避し、急遽ブルペンデーとなり、その1番手に抜擢されてプロ初先発となるも、打者10人の猛攻を受け、1回6安打1四球5失点（自責点4）で敗戦投手。シーズン最終盤に成績を落としたものの、この年は38試合の登板で2勝3敗8ホールド1セーブ・防御率5.26を記録した。CSファーストステージ期間中の10月15日に出場選手登録を抹消され、ポストシーズンでの登板は無かった。シーズン終了後には第2回アジアチャンピオンシップ（詳細後述）へ出場し、オフに1130万円増となる推定年俸1800万円で契約を更改した。
2024年は自身初の開幕一軍入りを果たし、4月4日に守護神・益田直也が不振で登録抹消となったことを受けて代役を務めたが、同10日の西武戦で中村剛也に同点ソロ本塁打を被弾してセーブ失敗。さらに4月19日の日本ハム戦では同点の9回裏に登板し、先頭打者の二塁打から一死三塁のピンチを招き、ベンチは2者連続敬遠で満塁策を選択したが、代打・加藤豪将に押し出し四球を与えて敗戦投手となり、この登板を最後に同24日に出場選手登録を抹消された。6月5日に再登録されると、同7日の広島東洋カープ戦から7月27日の楽天戦にかけて15試合連続無失点を記録。7月終了時点では24試合に登板し、3勝1敗6ホールド2セーブ・防御率1.99という成績であったが、8月以降は勝ちパターンとしての起用が増加し、この年は43試合の登板で3勝1敗18ホールド3セーブ・防御率1.71を記録した。ポストシーズンでは、日本ハムとのCSファーストステージ第2戦、2点リードの7回裏に一死一・二塁のピンチを招いた先発・小島和哉の後を受け、ポストシーズン初登板。ただ、暴投と内野ゴロで得点を許し、続く第3戦では2点ビハインドの8回裏から登板し、味方の失策も絡んで1点を失い、チームは敗退した。シーズン終了後には第3回プレミア12（詳細後述）に出場し、オフに2000万円増となる推定年俸3800万円で契約を更改した。
2025年も開幕を一軍で迎えたが、4月3日のオリックス戦で0-0の6回表から登板し、麦谷祐介に先制適時三塁打を打たれるなど、1回3安打2失点で救援失敗。同15日の日本ハム戦では先発の種市篤暉が6回表に3-4と逆転を許した直後の一死満塁、代打・吉田賢吾を迎えた場面で登板したが、吉田に試合を決定づける走者一掃の適時三塁打を打たれた。さらに4月29日のオリックス戦では同点の9回裏から登板し、先頭の野口智哉に三塁打を許すと、一死三塁として麦谷にサヨナラ適時打を打たれて敗戦投手。開幕から9試合に登板し、0勝1敗4ホールド・防御率3.52という成績で翌30日に出場選手登録を抹消された。抹消後は吉井理人一軍監督の発案で先発調整となり、二軍での2試合の先発登板を経て、5月22日のオリックス戦でシーズン初先発。5回66球2安打1四球2奪三振無失点の好投で初の先発勝利を挙げた。

## 代表経歴

### 第2回アジアチャンピオンシップ
2023年10月24日、第2回アジアチャンピオンシップの日本代表に選出された。
同大会では1次リーグの韓国戦に登板し、1イニングを無失点に抑えた。

### 第3回プレミア12
2024年10月9日、第3回プレミア12の日本代表に選出されたことが発表された。
11月13日のオープニングラウンド・オーストラリア戦で4点リードの6回表無死一塁から登板したが、二死から2点本塁打を被弾。同17日の同ラウンド・キューバ戦でも4点リードの6回表一死一・二塁から登板したが、二死から連続適時打と四球を与えて降板。同大会では5試合に登板して防御率4.15、計20打者に対して被安打6（被本塁打2）・与四球2という成績であった。

## 選手としての特徴
| 球種         | 配分 % | 平均球速 km/h | 被打率 |
| ------------ | ------ | ------------- | ------ |
| ストレート   | 66.3   | 152.0         | .175   |
| スライダー   | 13.2   | 125.9         | .158   |
| カットボール | 10.6   | 134.1         | .214   |
| シンカー     | 10.0   | 136.1         | .231   |

チームの守護神である益田直也のように、走者がいないときは上げた左足が一度止まるのが特徴的なサイドスローから投げ込まれる最速156km/hのストレートが武器。変化球は130km/h台のシンカー、カットボール、120km/h台のスライダーを投じる。
目標としている選手は専大松戸高校の先輩でもある高橋礼。

## 人物
チーム内では先輩から可愛がられているが、広報担当が横山に自身のチャームポイントを聞いた際、横から東妻勇輔（5歳年上）に「生意気なところー！笑」と言われたように、先輩へのタメ口が多く、皮肉も込めて「縦社会」という愛称がつけられた。その他の愛称は「よこちん」。

## 詳細情報

### 年度別投手成績
| 年 度     | 球 団     | 登 板 | 先 発 | 完 投 | 完 封 | 無 四 球 | 勝 利 | 敗 戦 | セ 丨 ブ | ホ 丨 ル ド | 勝 率 | 打 者 | 投 球 回 | 被 安 打 | 被 本 塁 打 | 与 四 球 | 敬 遠 | 与 死 球 | 奪 三 振 | 暴 投 | ボ 丨 ク | 失 点 | 自 責 点 | 防 御 率 | W H I P |
| --------- | --------- | ----- | ----- | ----- | ----- | -------- | ----- | ----- | -------- | ----------- | ----- | ----- | -------- | -------- | ----------- | -------- | ----- | -------- | -------- | ----- | -------- | ----- | -------- | -------- | ------- |
| 2021      | ロッテ    | 10    | 0     | 0     | 0     | 0        | 0     | 0     | 0        | 0           | .---  | 48    | 9.2      | 14       | 1           | 3        | 0     | 2        | 11       | 0     | 0        | 6     | 5        | 4.66     | 1.76    |
| 2022      | ロッテ    | 1     | 0     | 0     | 0     | 0        | 0     | 0     | 0        | 0           | .---  | 5     | 0.2      | 2        | 0           | 1        | 0     | 0        | 1        | 0     | 0        | 2     | 2        | 27.00    | 4.50    |
| 2023      | ロッテ    | 38    | 1     | 0     | 0     | 0        | 2     | 3     | 1        | 8           | .400  | 172   | 39.1     | 41       | 3           | 18       | 2     | 1        | 42       | 3     | 0        | 25    | 23       | 5.26     | 1.50    |
| 2024      | ロッテ    | 43    | 1     | 0     | 0     | 0        | 3     | 1     | 3        | 18          | .750  | 169   | 42.0     | 27       | 1           | 13       | 3     | 5        | 37       | 2     | 0        | 8     | 8        | 1.71     | 0.95    |
| 通算：4年 | 通算：4年 | 92    | 2     | 0     | 0     | 0        | 5     | 4     | 4        | 26          | .556  | 394   | 91.2     | 84       | 5           | 35       | 5     | 8        | 91       | 5     | 0        | 41    | 38       | 3.73     | 1.30    |

- 2024年度シーズン終了時

### 年度別守備成績
| 年 度 | 球 団  | 投手  | 投手  | 投手  | 投手  | 投手  | 投手     |
| 年 度 | 球 団  | 試 合 | 刺 殺 | 補 殺 | 失 策 | 併 殺 | 守 備 率 |
| ----- | ------ | ----- | ----- | ----- | ----- | ----- | -------- |
| 2021  | ロッテ | 10    | 2     | 0     | 0     | 0     | 1.000    |
| 2022  | ロッテ | 1     | 0     | 0     | 0     | 0     | ----     |
| 2023  | ロッテ | 38    | 1     | 7     | 0     | 0     | 1.000    |
| 2024  | ロッテ | 43    | 1     | 7     | 1     | 1     | .889     |
| 通算  | 通算   | 92    | 4     | 14    | 1     | 1     | .947     |

- 2024年度シーズン終了時

### 記録
初記録
- 初登板：2021年5月26日、対阪神タイガース2回戦（阪神甲子園球場）、6回裏に2番手で救援登板、1回無失点[19]
- 初奪三振：2021年5月28日、対広島東洋カープ1回戦（ZOZOマリンスタジアム）、9回表に曽根海成から空振り三振
- 初ホールド：2023年7月6日、対埼玉西武ライオンズ12回戦（東京ドーム）、9回表に5番手で救援登板、1回無失点[39]
- 初セーブ：2023年7月9日、対北海道日本ハムファイターズ13回戦（エスコンフィールドHOKKAIDO）、9回裏に3番手で救援登板・完了、1回無失点[41]
- 初勝利：2023年7月23日、対福岡ソフトバンクホークス12回戦（ZOZOマリンスタジアム）、10回表に6番手で救援登板・完了、1回無失点[42]
- 初先発登板：2023年9月24日、対福岡ソフトバンクホークス24回戦（ZOZOマリンスタジアム）、1回5失点（自責4）で敗戦投手[46]
- 初先発勝利：2025年5月22日、対オリックス・バファローズ7回戦（京セラドーム大阪）、5回無失点[70]

### 背番号
- 60（2020年 - ）

### 登場曲
- 「風になって」［Alexandros］（2021年 - 2022年）
- 「追い風」SHE'S（2023年 - ）

### 代表歴
- 2023 アジア プロ野球チャンピオンシップ 日本代表
- 2024 WBSCプレミア12 日本代表